# 津巴布韋省份
津巴布韋各省是津巴布韋境內的政治實體，是津巴布韋行政區劃的主要組成部分。津巴布韋目前有10個省份，其中2個是省級城市（布拉瓦約及哈拉雷）。其省份僅行使津巴布韋政府選擇委託的權力，而區為省的下級行政區劃。
津巴布韋憲法明確規定了各個省級政府的權力。1988年修憲後，各省改為由津巴布韋總統直接任命的省長管理。2013年修憲後，嚴格上不再有省長，但他們仍然擔任管理省事務的職位。2013年憲法還要求適當下放政府行政權力和責任給予地方政府處理，但津巴布韋反對黨認為中央政府未履行。
1890年代，隨著英屬南非公司統治在羅得西亞建立，津巴布韋被分為兩個省（西部的馬塔貝萊蘭省和東部的馬紹納蘭省）。在英國統治下的南羅得西亞（現今的津巴布韋）分為五個省。後來，羅得西亞政府將省份擴大到七個：馬尼卡蘭省、南馬塔貝萊蘭省、北馬塔貝萊蘭省、南馬紹納蘭省、北馬紹納蘭省、中部省和維多利亞省（今馬斯溫戈省）。 20世紀80年代，北馬紹納蘭和南馬紹納蘭重組為三個省（馬紹納蘭中、東和西）。

## 列表
| 名稱           | 市鎮或城市 | 市鎮或城市 | 省份確立日期                 | 人口                                               | 總面積   | 總面積   |
| 名稱           | 首府       | 最大城市   | 省份確立日期                 | 人口                                               | 平方公里 | 平方英里 |
| -------------- | ---------- | ---------- | ---------------------------- | -------------------------------------------------- | -------- | -------- |
| 布拉瓦约       | 布拉瓦约   | 布拉瓦约   | 1943年                       | 665,952（2022年）／1,500,000／1,200,337（2012年）  | 900      | 347      |
| 哈拉雷         | 哈拉雷     | 哈拉雷     | 1997年（從東馬紹納蘭省分離） | 2,427,231（2022年）／2,123,132—3,120,917（2019年） | 872      | 337      |
| 马尼卡兰省     | 穆塔雷     | 穆塔雷     | 1897年                       | 2,037,703（2022年）／1,752,698（2012年）           | 36,459   | 14,077   |
| 中马绍纳兰省   | 賓杜拉     | 賓杜拉     | 1983年                       | 1,384,891（2022年）／1,152,520（2012年）           | 28,347   | 10,945   |
| 东马绍纳兰省   | 馬龍德拉   | 馬龍德拉   | 未知                         | 1,731,173（2022年）                                | 12,444   | 7,732    |
| 西马绍纳兰省   | 奇諾伊     | 奇諾伊     | 1983年                       | 1,893,584（2022年）                                | 57,441   | 22,178   |
| 马斯温戈省     | 馬斯溫戈   | 馬斯溫戈   | 未知                         | 1,638,528（2022年）                                | 56,566   | 21,840   |
| 北马塔贝莱兰省 | 盧帕內     | 盧帕內     | 1973年                       | 827,645（2022年）                                  | 75,025   | 28,967   |
| 南马塔贝莱兰省 | 關達       | 關達       | 1973年                       | 760,345（2022年）                                  | 54,172   | 20,916   |
| 中部省         | 圭魯       | 圭魯       | 未知                         | 1,811,905（2022年）                                | 49,166   | 18,983   |